# Táncos a sötétben
A Táncos a sötétben (eredeti cím: Dancer in the Dark) 2000-es zenés filmdráma, amit Lars von Trier írt és rendezett. A főbb szerepekben Björk, Catherine Deneuve és David Morse. 2000. május 17-én mutatták be először a cannes-i filmfesztiválon, ahol elnyerte az Arany Pálmát és a legjobb női alakítás díját. Az Egyesült Államokban 2000. október 6-án, Magyarországon 2001. január 11-én jelent meg a mozikban.
A filmet az európai filmkritikusok nagyra méltatták, a 2000-es Európai Filmdíjgálán a legfontosabb díjakat mind begyűjtötte. Az amerikai filmipar azonban nem tüntette ki akkora figyelemmel, és mind a Golden Globe-gálán, mind az Oscar-díjaknál egy-egy jelölésig jutott.

## Cselekmény
A hatvanas évek Amerikájában a cseh bevándorló Selmát a megvakulás veszélye fenyegeti. Egyetlen vigasza a musicalek világa, ahol szabadon álmodozhat, mert semmi rossz nem történik. Selma tizenkét éves fia örökölte a betegséget anyjától, a nő ezért éjjel-nappal egy fémgyárban dolgozik, hogy pénzt keressen egy szemműtétre, amellyel megmentheti fia életét. Szégyenből és büszkeségből azonban ezt titokban tartja közeli barátai, Jeff és Kathy előtt.
Titkát csak főbérlőjének és szomszédjának, Billnek, a rendőrnek árulja el, miután a férfi bevallja, hogy hatalmas adósságokat halmozott fel felesége, Linda életmódjának fenntartására. Megkéri Selmát, hogy adjon neki kölcsön pénzt, de ő visszautasítja. Hogy kiegészítse a fizetését, Selma extra éjszakai műszakokat vállal a gyárban, de ott fokozatos vaksága miatt megrongál egy termelőgépet, és ezt követően elbocsátják.
Nem sokkal később Selma üresen találja a konzervdobozt, amelyben nehezen megkeresett megtakarításait rejtegette. Azonnal Billhez siet, és visszaköveteli megtakarításait. A felesége látja, hogy ők ketten a pénzért birkóznak, és azt hiszi, Selma el akarja lopni férje vagyonát. A dulakodásban Bill szolgálati pisztolyából egy lövés dördül el. A rendőr súlyosan megsérülve összeesik, és könyörög Selma-nak, hogy végleg végezzen vele. A nő sírva többször lő a férfi irányába.
Selmát elfogják, és megvádolják gyilkossági kísérlettel. A börtönben nem hajlandó a megtakarított pénzét ügyvédre költeni, ehelyett ragaszkodik fia szemműtétjéhez. Figyelmen kívül hagyja az ellenvetéseket, miszerint a fiának nagyobb szüksége van az anyjára, mint a műtétre. Végül "hidegvérű gyilkosként" halálra ítélik. Nem sokkal akasztása előtt még elénekel egy utolsó dalt, de ez már nem idézi fel az addig megjelent zenei világot. Énekét hirtelen megszakítja a csapóajtó kinyílása. Az utolsó pillanatban a közönség látja Selmát felakasztva, az ének utolsó versszakát pedig kivetítik a képernyőre.

## Szereplők
| Szerep          | Színész              | Magyar hangja       |
| --------------- | -------------------- | ------------------- |
| Selma Jezkova   | Björk                | Tóth Ildikó         |
| Kathy           | Catherine Deneuve    | Fehér Anna          |
| Bill Houston    | David Morse          | Gyabronka József    |
| Jeff            | Peter Stormare       | Rubold Ödön         |
| Oldrich Novy    | Joel Grey            | Juhász Tóth Frigyes |
| Linda Houston   | Cara Seymour         | Kubik Anna          |
| Gene Jezkova    | Vladica Kostic       | Szűcs Balázs        |
| Norman          | Jean-Marc Barr       | Bognár Zsolt        |
| Samuel          | Vincent Paterson     | Besenczi Árpád      |
| Brenda          | Siobhan Fallon Hogan | Kiss Mari           |
| kerületi ügyész | Zeljko Ivanek        | Jakab Csaba         |
| Dr. Porkorny    | Udo Kier             | Perlaki István      |
| Marty           | Jens Albinus         | n.a                 |
| orvos           | Stellan Skarsgård    | Orosz István        |

## Fogadtatás

### Kritikai visszhang
A film általában kedvező benyomást tett a filmkritikusokra. A Rotten Tomatoeson 70%-os minősítést ért el 122 értékelés alapján, az összefoglaló alapján: „A Táncos a sötétben komor, unalmas és nehezen nézhető, de még így is erőteljes és megható Björk alakítása, és a film valami egészen új és látomásos.” Peter Travers a Rolling Stone-on azt írta: „Pontosan a szívet célozza meg, és célba talál.” Roger Ebert azt írta a filmről: „Lerombolja a megszokás falait, amelyek oly sok filmet körülvesznek. Visszatér a forrásokhoz. Merész, vakmerő gesztus.” Jonathan Foreman a New York Posttól azt írta: „Olyan könyörtelenül manipulatív érzelgősségű, hogy ha egy amerikai készítette volna, és hagyományosabb módon forgatták volna, akkor rossz viccnek tartanák.”
A MetaCriticen 63 pontot ért el a 100-ból 33 vélemény alapján. Michael Wilmington a Chicago Tribune-től azt írta: „(A film) az év egyik leggyötrelmesebb, legintenzívebb és legfurcsábban zseniális filmje.” Dana Stevens a New York Timestól azt írta: „Egyszerre elképesztően rossz és teljesen lehengerlő; néha egyetlen jeleneten belül képes kiváltani az elragadtatás zihálását és az undor görcsét.” Owen Gleiberman úgy jellemezte a filmet: „Mint egy naiv modernista himnuszt, amit olyasvalaki készített, aki mélyen belül nem hisz a himnuszokban.”

### Bevétel adatai
A Box Office Mojo szerint a film 40 millió dolláros bevételt ért el, a költségvetésről nincs elérhető információ.

## Zene
| Selmasongs: Music from the Motion Picture Soundtrack Dancer in the Dark | Selmasongs: Music from the Motion Picture Soundtrack Dancer in the Dark | Selmasongs: Music from the Motion Picture Soundtrack Dancer in the Dark | Selmasongs: Music from the Motion Picture Soundtrack Dancer in the Dark | Selmasongs: Music from the Motion Picture Soundtrack Dancer in the Dark | Selmasongs: Music from the Motion Picture Soundtrack Dancer in the Dark | Selmasongs: Music from the Motion Picture Soundtrack Dancer in the Dark | Selmasongs: Music from the Motion Picture Soundtrack Dancer in the Dark | Selmasongs: Music from the Motion Picture Soundtrack Dancer in the Dark | Selmasongs: Music from the Motion Picture Soundtrack Dancer in the Dark |
|                                                                         | Cím                                                                     | Előadó(k)                                                               | Hossz                                                                   |                                                                         |                                                                         |                                                                         |                                                                         |                                                                         |                                                                         |
| ----------------------------------------------------------------------- | ----------------------------------------------------------------------- | ----------------------------------------------------------------------- | ----------------------------------------------------------------------- | ----------------------------------------------------------------------- | ----------------------------------------------------------------------- | ----------------------------------------------------------------------- | ----------------------------------------------------------------------- | ----------------------------------------------------------------------- | ----------------------------------------------------------------------- |
| 1.                                                                      | "Overture"                                                              | Björk                                                                   | 3:38                                                                    |                                                                         |                                                                         |                                                                         |                                                                         |                                                                         |                                                                         |
| 2.                                                                      | "Cvalda"                                                                | Björk · Catherine Deneuve                                               | 4:48                                                                    |                                                                         |                                                                         |                                                                         |                                                                         |                                                                         |                                                                         |
| 3.                                                                      | "I've Seen It All"                                                      | Björk · Thom Yorke                                                      | 5:29                                                                    |                                                                         |                                                                         |                                                                         |                                                                         |                                                                         |                                                                         |
| 4.                                                                      | "Scatterheart"                                                          | Björk                                                                   | 6:39                                                                    |                                                                         |                                                                         |                                                                         |                                                                         |                                                                         |                                                                         |
| 5.                                                                      | "In the Musicals"                                                       | Björk                                                                   | 4:41                                                                    |                                                                         |                                                                         |                                                                         |                                                                         |                                                                         |                                                                         |
| 6.                                                                      | "107 Steps"                                                             | Björk · Siobhan Fallon Hogan                                            | 2:36                                                                    |                                                                         |                                                                         |                                                                         |                                                                         |                                                                         |                                                                         |
| 7.                                                                      | "New World"                                                             | Björk                                                                   | 4:23                                                                    |                                                                         |                                                                         |                                                                         |                                                                         |                                                                         |                                                                         |
| 32:10                                                                   |                                                                         |                                                                         |                                                                         |                                                                         |                                                                         |                                                                         |                                                                         |                                                                         |                                                                         |

## Fontosabb díjak és jelölések
| Esemény                        | Díj                               | Kategória                                                     | Eredmény |
| ------------------------------ | --------------------------------- | ------------------------------------------------------------- | -------- |
| 2000-es cannes-i filmfesztivál | Arany Pálma                       | Arany Pálma                                                   | Elnyerte |
| 2000-es cannes-i filmfesztivál | Legjobb női alakítás díja – Björk | Legjobb női alakítás díja – Björk                             | Elnyerte |
| 2001-es César-gála             | César-díj                         | Legjobb külföldi film                                         | Jelölve  |
| 2000-es Európai Filmdíjak      | Európai Filmdíj                   | Legjobb európai film                                          | Elnyerte |
| 2000-es Európai Filmdíjak      | Európai Filmdíj                   | Legjobb európai színésznő – Björk                             | Elnyerte |
| 2000-es Európai Filmdíjak      | Európai Filmdíj                   | Európai Filmakadémia közönségdíja – legjobb rendező           | Elnyerte |
| 2000-es Európai Filmdíjak      | Európai Filmdíj                   | Európai Filmakadémia közönségdíja – legjobb színésznő – Björk | Elnyerte |
| 58. Golden Globe-gála          | Golden Globe-díj                  | Legjobb női főszereplő – Björk                                | Jelölve  |
| 58. Golden Globe-gála          | Golden Globe-díj                  | Legjobb eredeti filmbetétdal – I've Seen It All               | Jelölve  |
| 73. Oscar-gála                 | Oscar-díj                         | Legjobb eredeti dal – I've Seen It All                        | Jelölve  |